# 摂津国八十八箇所
摂津国八十八箇所（せっつのくにはちじゅうはちかしょ）は、江戸時代中期（安永年間・1772年 - 1781年）に、四国八十八箇所霊場に擬して、真田山観智院（現在の第16番札所・観音寺の起源のひとつ）の月海上人により開かれたとされる摂津国（大阪府北中部と兵庫県南西部）にある八十八箇所の霊場。江戸時代には、熱心な大師信仰に支えられて殷賑を極めたと伝えられる。明治以後には廃仏毀釈の影響、また大阪大空襲による被災などで多くの寺院が灰燼に帰すなど戦中戦後の荒廃にも見舞われたが、六大院（第14番札所）前住職・小原孝澄大僧正の長年の尽力の末、昭和55年（1980年）1月、全札所寺院の結集がなり、霊場再興が成し遂げられた。なお、昭和55年（1980年）には摂津国三十三箇所も創設されている。廃仏毀釈により廃寺となった影響により札所が別の寺に移ったり、空襲による焼失からの復興の際の移転などにより郊外に移転した寺院がある影響により、1番から順番に「順打ち」しようとすると、不自然なルートとなる部分がある。なお、江戸時代の札番と現在の札番は異なっていることが多い。
ほとんどの寺院は自動車ですぐ近くまで行くことができるが、第55番瀧安寺は周辺が箕面公園で、道路は関係車・許可車のみ通行可能であるため、箕面駅周辺から15分以上歩く。また、71番中山寺奥の院は中山寺の本堂から山道（ハイキング道）を1時間弱歩くことになる。

## 霊場一覧
| No. | 山号             | 寺号               | 宗派           | 札所本尊             | 所在地                                  |
| --- | ---------------- | ------------------ | -------------- | -------------------- | --------------------------------------- |
| 1   | 志宜山           | 法案寺             | 高野山真言宗   | 薬師如来             | 大阪府大阪市中央区島之内2-10-14         |
| 2   | 七宝山           | 三津寺             | 真言宗御室派   | 十一面観世音菩薩     | 大阪府大阪市中央区心斎橋通り2-7-12      |
| 3   | 蓮池山           | 和光寺             | 浄土宗         | 一光三尊阿弥陀如来   | 大阪府大阪市西区北堀江3-7-27            |
| 4   | 如意山           | 了徳院             | 東寺真言宗     | 準胝観世音菩薩       | 大阪府大阪市福島区鷺洲2-14-1            |
| 5   | 摩尼山           | 持明院             | 東寺真言宗     | 厄除弘法大師         | 大阪府大阪市福島区鷺洲2-13-3            |
| 6   | 佳木山           | 太融寺             | 高野山真言宗   | 千手千眼観世音菩薩   | 大阪府大阪市北区太融寺町3-7             |
| 7   | 長慶山           | 富光寺             | 高野山真言宗   | 阿弥陀如来           | 大阪府大阪市淀川区加島4-10-8            |
| 8   | 大聖山           | 不動寺             | 真言宗醍醐派   | 五大力不動明王       | 大阪府豊中市宮山町4丁目7-2              |
| 9   | 護国山           | 国分寺             | 真言宗国分寺派 | 薬師如来             | 大阪府大阪市北区国分寺1-6-18            |
| 10  | 菅原山           | 宝珠院             | 真言宗御室派   | 大日如来             | 大阪府大阪市北区与力町1-2               |
| 11  | 如意山甘露院     | 善福寺             | 高野山真言宗   | 弘法大師             | 大阪府大阪市天王寺区空堀町10-19         |
| 12  | 隆法山           | 興徳寺             | 高野山真言宗   | 薬師如来             | 大阪府大阪市天王寺区餌差町2-17          |
| 13  | 宝栄山           | 大日寺             | 真言宗御室派   | 子安大日如来         | 大阪府大阪市城東区鴫野東3-31-17         |
| 14  | 大阪高野山       | 六大院             | 高野山真言宗   | 大聖不動明王         | 大阪府大阪市天王寺区餌差町5-34          |
| 15  | 雪光山           | 円珠庵             | 真言宗豊山派   | 十一面観世音菩薩     | 大阪府大阪市天王寺区空清町4-2           |
| 16  | 高津山           | 観音寺             | 高野山真言宗   | 十一面観世音菩薩     | 大阪府大阪市天王寺区城南寺町8-4         |
| 17  | 光照山           | 正祐寺             | 高野山真言宗   | 大日如来             | 大阪府大阪市天王寺区上本町7‐4‐18        |
| 18  | 五大山           | 宗恵院             | 高野山真言宗   | 大日如来             | 大阪府大阪市天王寺区生玉前町5-22        |
| 19  | 如意山           | 藤次寺             | 高野山真言宗   | 宝生如来             | 大阪府大阪市天王寺区生玉町1‐6           |
| 20  | 廣光山           | 自性院             | 高野山真言宗   | 聖観世音菩薩         | 大阪府大阪市中央区中町1-4-18            |
| 21  | 高津山           | 報恩院             | 真言宗醍醐派   | 不動明王             | 大阪府大阪市中央区高津1‐2‐28            |
| 22  | 密印山           | 持明院             | 真言宗御室派   | 大日如来             | 大阪府大阪市天王寺区生玉町2‐15          |
| 23  | 吉祥山           | 青蓮寺             | 高野山真言宗   | 金剛界大日如来       | 大阪府大阪市天王寺区生玉町3‐19          |
| 24  | 光徳山           | 真光院             | 和宗           | 阿弥陀如来           | 大阪府大阪市天王寺区夕陽丘町4-8         |
| 25  | 荒陵山           | 四天王寺           | 和宗           | 救世観世音菩薩       | 大阪府大阪市天王寺区四天王寺1-11-18     |
| 26  | 有栖山清光院     | 清水寺             | 和宗           | 十一面千手観世音菩薩 | 大阪府大阪市天王寺区伶人町5-8           |
| 27  | 開運山           | 高野寺             | 真言宗犬鳴派   | 厄除弘法大師         | 大阪府大阪市西区土佐堀1-5-10            |
| 28  | 毘沙門堂         | 浪速寺             | 東寺真言宗     | 毘沙門天王           | 大阪府大阪市浪速区恵美須西1-4-8         |
| 29  | 崑崙山           | 大乗坊             | 高野山真言宗   | 毘沙門天             | 大阪府大阪市浪速区日本橋3-6-13          |
| 30  | 松園山           | 竹林寺             | 浄土宗         | 阿弥陀如来           | 大阪市天王寺区勝山1丁目11番19号         |
| 31  | 弘法山           | 地蔵院             | 真言宗（単立） | 地蔵菩薩             | 大阪府大阪市大正区三軒家東4-5-9         |
| 32  | 海照山           | 正圓寺             | 東寺真言宗     | 大聖歓喜天           | 大阪府大阪市阿倍野区松虫通3-2-32        |
| 33  | 築港高野山       | 釈迦院             | 高野山真言宗   | 弘法大師             | 大阪府大阪市港区築港1-13-3              |
| 34  | 和光山           | 西之坊             | 真言宗御室派   | 地蔵菩薩             | 大阪府大阪市住吉区上住吉2-2-20          |
| 35  | 朝日山           | 荘厳浄土寺         | 真言律宗       | 大聖不動明王         | 大阪府大阪市住吉区帝塚山東5-11-14       |
| 36  | 瑠璃峯           | 薬師寺             | 高野山真言宗   | 薬師瑠璃光如来       | 大阪府大阪市住吉区苅田6-1-14            |
| 37  | 霊峰山           | 如願寺             | 真言宗御室派   | 聖観世音菩薩         | 大阪府大阪市平野区喜連6-1-38            |
| 38  | 王舎山長生院     | 長寶寺             | 高野山真言宗   | 十一面観世音菩薩     | 大阪府大阪市平野区平野本町3-4-23        |
| 39  | 野中山           | 全興寺             | 高野山真言宗   | 薬師瑠璃光如来       | 大阪府大阪市平野区平野本町4-14-21       |
| 40  | 紫金山小松院     | 法楽寺             | 真言宗泉涌寺派 | 不動明王             | 大阪府大阪市東住吉区山坂1-18-30         |
| 41  | 心王山殊勝院     | 京善寺             | 真言宗御室派   | 不動明王             | 大阪府大阪市東住吉区桑津3-21-9          |
| 42  | 慧日山           | 常光円満寺         | 高野山真言宗   | 聖観世音菩薩         | 大阪府吹田市元町28-13                   |
| 43  | 圓満山           | 圓照寺             | 高野山真言宗   | 千手観世音菩薩       | 大阪府吹田市山田東3-14-28               |
| 44  | 崎井山           | 佐井寺             | 真言宗（単立） | 薬師瑠璃光如来       | 大阪府吹田市佐井寺1-17-10               |
| 45  | 蜂熊山           | 金剛院             | 高野山真言宗   | 薬師如来             | 大阪府摂津市千里丘3-10-5                |
| 46  | 瑞光山           | 蓮花寺             | 高野山真言宗   | 薬師瑠璃光如来       | 大阪府茨木市天王2-12-25                 |
| 47  | 補陀洛山         | 総持寺             | 高野山真言宗   | 千手観世音菩薩       | 大阪府茨木市総持寺1-6-1                 |
| 48  | 峰尾山           | 地蔵院             | 真言宗大覚寺派 | 延命地蔵菩薩         | 大阪府高槻市真上町4-1-54                |
| 49  | 鶴林山           | 霊山寺             | 高野山真言宗   | 一言不動尊           | 大阪府高槻市霊仙寺町1-11-1              |
| 50  | 神峯山           | 大門寺             | 真言宗御室派   | 如意輪観世音菩薩     | 大阪府茨木市大字大門寺97                |
| 51  | 麒麟山           | 真龍寺             | 高野山真言宗   | 釈迦牟尼如来坐像     | 大阪府茨木市東福井2-24-11               |
| 52  | 宝生山           | 帝釋寺             | 高野山真言宗   | 帝釈天               | 大阪府箕面市粟生外院2-14-11             |
| 53  | 歓喜山           | 善福寺             | 高野山真言宗   | 十一面観世音菩薩     | 大阪府箕面市粟生間谷5-1-1               |
| 54  | 応頂山           | 勝尾寺             | 高野山真言宗   | 十一面千手観世音菩薩 | 大阪府箕面市粟生間谷2914-1              |
| 55  | 箕面山           | 瀧安寺             | 本山修験宗     | 弁財天               | 大阪府箕面市箕面公園2-23                |
| 56  | 摩尼山           | 宝珠院             | 高野山真言宗   | 如意輪観世音菩薩     | 大阪府箕面市如意谷4-5-25                |
| 57  | 鉢多羅山         | 釋迦院             | 高野山真言宗   | 釈迦如来             | 大阪府池田市鉢塚3-4-6                   |
| 58  | 多羅山           | 一乗院             | 高野山真言宗   | 聖観世音菩薩         | 大阪府池田市鉢塚2-7-26                  |
| 59  | 清光山           | 常福寺             | 高野山真言宗   | 千手観世音菩薩       | 大阪府池田市神田3-11-2                  |
| 60  | 有應山           | 金剛院             | 真言宗御室派   | 大日如来             | 兵庫県伊丹市宮ノ前2-2-7                 |
| 61  | 猪名野山願成就寺 | 安楽院             | 高野山真言宗   | 大日如来             | 兵庫県伊丹市千僧3丁目22                 |
| 62  | 崑崙山           | 昆陽寺             | 高野山真言宗   | 薬師瑠璃光如来       | 兵庫県伊丹市寺本2-169                   |
| 63  | 為楽山           | 大空寺             | 真言宗御室派   | 延命地蔵菩薩         | 兵庫県伊丹市野間6-5-5                   |
| 64  | 補陀洛山慈眼院   | 浄光寺             | 真言宗善通寺派 | 聖観世音菩薩         | 兵庫県尼崎市常光寺三丁目（字奥ノ坊）5-1 |
| 65  | 月峯山           | 大覚寺             | 律宗           | 千手観世音菩薩       | 兵庫県尼崎市寺町9                       |
| 66  | 待兼山           | 高法寺             | 高野山真言宗   | 十一面観世音菩薩     | 大阪府池田市綾羽1-1-9                   |
| 67  | 大澤山           | 久安寺             | 高野山真言宗   | 千手観世音菩薩       | 大阪府池田市伏尾町697                   |
| 68  | 神秀山           | 満願寺             | 高野山真言宗   | 千手観世音菩薩       | 兵庫県川西市満願寺町7-1                 |
| 69  | 紫雲山           | 中山寺（大師堂）   | 真言宗中山寺派 | 弘法大師             | 兵庫県宝塚市中山寺2-11-1                |
| 70  | 紫雲山           | 中山寺（寿老人堂） | 真言宗中山寺派 | 寿老人               | 兵庫県宝塚市中山寺2-11-1                |
| 71  | 紫雲山           | 中山寺（奥の院）   | 真言宗中山寺派 | 厄神明王             | 兵庫県宝塚市中山寺字山ノ内27            |
| 72  | 蓬莱山           | 清澄寺             | 真言三宝宗     | 大日如来             | 兵庫県宝塚市米谷字清シ1番地             |
| 73  | 武庫山           | 平林寺             | 真言宗（単立） | 釈迦如来             | 兵庫県宝塚市社町4-7                     |
| 74  | 大雲山           | 金龍寺             | 真言三宝宗     | 得自性清浄法性如来   | 兵庫県宝塚市鹿塩1-4-44                  |
| 75  | 甲山             | 神咒寺             | 真言宗御室派   | 如意輪融通観世音菩薩 | 兵庫県西宮市甲山町25-1                  |
| 76  | 松泰山           | 東光寺             | 高野山真言宗   | 薬師如来             | 兵庫県西宮市門戸西町2-26                |
| 77  | 慈眼山           | 法心寺             | 高野山真言宗   | 十一面観世音菩薩     | 兵庫県西宮市高木西町3-16                |
| 78  | 體性山           | 大日寺             | 高野山真言宗   | 大日如来             | 兵庫県西宮市高木東町1-21                |
| 79  | 医王山           | 円満寺             | 高野山真言宗   | 薬師瑠璃光如来       | 兵庫県西宮市社家町1-36                  |
| 80  | 摩耶山           | 天上寺             | 摩耶山真言宗   | 十一面観世音菩薩     | 兵庫県神戸市灘区摩耶山町2-12            |
| 81  | 遍照山           | 聖徳院             | 高野山真言宗   | 弘法大師             | 兵庫県神戸市中央区宮本通6-7-15          |
| 82  | 再度山           | 大龍寺             | 東寺真言宗     | 聖如意輪観世音菩薩   | 兵庫県神戸市中央区再度山1-3             |
| 83  | 紀年山           | 真福寺             | 高野山真言宗   | 阿弥陀如来           | 兵庫県神戸市兵庫区下沢通1-2-2           |
| 84  | 浄国山           | 金光寺             | 高野山真言宗   | 薬師瑠璃光如来       | 兵庫県神戸市兵庫区西仲町2-12            |
| 85  | 観音山           | 常福寺             | 高野山真言宗   | 延命地蔵菩薩         | 兵庫県神戸市長田区大谷町3-11-1          |
| 86  | 如意山           | 妙法寺             | 高野山真言宗   | 毘沙門天王           | 兵庫県神戸市須磨区妙法寺字毘沙門山1286  |
| 87  | 桂尾山           | 勝福寺             | 高野山真言宗   | 聖観世音菩薩         | 兵庫県神戸市須磨区大手町9-1-1           |
| 88  | 上野山           | 須磨寺             | 真言宗須磨寺派 | 聖観音菩薩           | 兵庫県神戸市須磨区須磨寺町4-6-8         |